# 목표체온유지치료
목표체온유지치료(Targeted temperature management, TTM)는 옛 이름인 저체온치료(therapeutic hypothermia)로도 알려져 있다. 심정지나 뇌졸중으로 인한 허혈을 보호하는데 쓰인다.